# 宮城文
宮城 文（みやぎ ふみ、1891年〈明治24年〉11月28日 - 1990年〈平成2年〉2月4日）は、日本の教育者、民俗研究家、郷土史家。南西諸島西部の八重山列島の文化を集大成した書籍『八重山生活誌』の著者として知られる。

## 経歴
沖縄県の石垣島登野城で誕生した。沖縄県立第一高等女学校を卒業後、教員として登野城尋常小学校を始めとし、20年間にわたって初等教育に従事した。女子青年団長や婦人会長も務めた。
終戦後の1948年（昭和23年）、八重山で初めて女性に参政権が与えられ、第1回石垣市議で、婦人議員として初当選した。長年の教員生活や婦人会長などの経験で、市民の生活に通じていたことから、税査定の訂正のために貢献した。1949年（昭和24年）からは、石垣市新川のみやまえ幼稚園園長をつとめた。厳しい運営条件の中、自然木を教材に取り入れるなどの工夫で、1964年（昭和39年）の退職までに、多くの園児を育て上げた。
現役を引退後、1965年頃より、死別した夫の40年間にわたる日記を参考とし、八重山の衣食住や人生儀礼など、体験を交えた生活誌の製作に取り組みを始めた。執筆の動機は、沖縄で長らく培われた独特の文化が、戦後のアメリカ文化の流入に伴って急速に洋風化していることを憂いたことと、実子たちから「八重山の生活文化を書き残してほしい」と依頼されたことと語っていた。
こうして製作した生活誌を1972年（昭和47年）に、『八重山生活誌』として自費出版した（後に沖縄タイムス社より再版）。同書により翌1973年（昭和48年）、沖縄を研究対象とする史的研究に顕著な業績をあげた者に贈られる「伊波普猷賞」を受賞した。この本がきっかけとなり、1986年（昭和51年）には85歳にして、法政大学の民俗学研究会で講演を行った。
その後も八重山の方言の研究に打ち込み、次男の宮城信勇（方言研究家）と共に『八重山方言辞典』の作成に取り組んでいたものの、1990年（平成2年）2月、子供や孫たちに看取られつつ、98歳で死去した。
没後の2004年（平成16年）1月、宮城信勇が著書『石垣方言辞典』により、第31回伊波普猷賞を受賞した。同賞の親子2代での受賞は史上初であり、信勇は「母の影響で私も八重山の研究が続けられた」と述べた。

## 評価
『八重山生活誌』は、従来の民俗学の空白を埋めるものとして評価が高い。「八重山の村人たちの往古の生活の諸様相を理解するための絶好の書」「明治・大正期の八重山の生活を知る上で欠かせない文献」とも評価されている。那覇市教育委員である神山陽子は、『八重山生活誌』について、「八重山の生活をすべて網羅した、民俗学的にも大きな評価を受けた大作」「生活者としての女性の立場からきめ細かな観察がなされ、八重山文化百科事典のような重みの中にも読む者を引きつけるやさしさと温かさがある」と述べている。

## 受賞・表彰歴
- 1971年（昭和46年） - 勲五等瑞宝章[1]
- 1973年（昭和48年） - 伊波普猷賞[3]